# Embuana mahnerti
Embuana mahnerti – gatunek pluskwiaka z podrzędu różnoskrzydłych i rodziny korowcowatych, jedyny z monotypowego rodzaju Embuana. Endemit Kenii.

## Taksonomia
Gatunek i rodzaj opisane zostały po raz pierwszy w 2016 roku przez Ernsta Heissa i Petra Baňařa na łamach „Entomologica Americana”. Jako lokalizację typową wskazano Kirimiri Forest koło Ruriyenje w kenijskim hrabstwie Embu. Nazwa rodzajowa pochodzi od lokalizacji, natomiast epitet gatunkowy nadano na cześć Volkera Mahnerta, który odłowił holotyp.

## Morfologia
Pluskwiak o owalnym w zarysie ciele długości 3,1 mm, ubarwionym głównie brązowo.
Nieco szersza niż dłuższa, brązowa z żółtawymi bokami głowa ma tak długi jak płaty czułkowe nadustek, zagłębione oczy oraz wydzielone ziarenkowanymi listewkami i prosto ku szyi zbiegające płaty pozaoczne. Żółtawe, czteroczłonowe czułki mają pierwszy człon najgrubszy, drugi najkrótszy, trzeci najdłuższy, a czwarty wrzecionowaty. Równie długa jak głowa, żółtawa kłujka osadzona jest w szczeliniastym przedsionku.
Trzykrotnie szersze niż dłuższe, spłaszczone, grubo ziarenkowane przedplecze ma zaokrąglone kąty przednie, zbiegające ku nim brzegi boczne oraz trójkątnie wyciągniętą krawędź tylną. Barwa przedplecza jest brązowa z żółtawymi bokami. Śródplecze podzielone jest na trójkątnie ku tyłowi wyciągnięty skleryt środkowy z żeberkiem wzdłuż środka i parę sklerytów bocznych o nieregularnie pomarszczonej powierzchni. Owad mikropteryczny – skrzydła mają postać owalnych zawiązków. Zaplecze ma postać dwóch trójkątnych, drobno ziarenkowanych sklerytów po bokach przedłużenia śródplecza, przyrośniętych tylnymi brzegami do pierwszego mediotergitu. Przedpiersie jest pośrodku wyniesione. Śródpiersie i zapiersie zrośnięte są z mediosternitami drugim i trzecim. Odnóża są smukłe, żółtawe.
Odwłok jest brązowy z zażółconymi tylno-bocznymi częściami dorsolaterotergitów od drugiego do siódmego. Poprzecznie prostokątny mediotergit pierwszy zrośnięty jest z trójkątnym mediotergitem drugim. Dorsolaterotergity drugiej pary zrośnięte są z tymi pary trzeciej. Dorsolaterotergity segmentów od drugiego do szóstego mają równomiernie zakrzywione brzegi boczne, a dorsolaterotergity segmentu siódmego brzegi boczne lekko wklęsłe. Wentrolaterotergity trzeciego segmentu mają listewki między przetchlinkami a brzegami bocznymi.

## Rozprzestrzenienie
Owad afrotropikalny, znany wyłącznie z lokalizacji typowej w Kenii.